# ملعب تالين إنيرجي
ملعب تالين أنغري (بالإنجليزية: Talen Energy Stadium)‏ هو ملعب كرة قدم موجود في بنسلفانيا في أمريكا يتسع هذا الملعب ل19.000 متفرج